# USS Brooklyn (CL-40)
USS Brooklyn (CL-40) – amerykański lekki krążownik typu Brooklyn, od którego imienia nazwaną cały typ tych okrętów. Wybudowany przed II wojną światową.

## Historia
Krążownik wybudowany został w stoczni marynarki wojennej w Nowym Jorku. Okręt zwodowano 30 listopada 1936 roku, a prawie rok później wcielony do służby. Pierwszym dowódcą okrętu był komandor W.D. Brereton Jr. Po odbyciu rejsu w celu zgrania załogi na wodach zatoki Guantanamo okręt wszedł w skład 8 Eskadry Krążowników (Cruiser Division 8). W składzie tej jednostki "Brooklyn" odbywał rutynowe rejsy wzdłuż wschodnich wybrzeży Stanów Zjednoczonych. 30 kwietnia 1939 roku wziął udział w otwarciu Wystawy Światowej w Nowym Jorku. Następnie w od 23 maja do 3 czerwca jako okręt dowodzenia brał udział w akcji ratowniczej okrętu podwodnego USS "Squalus" (SS-192), który zatonął niedaleko Portsmouth (New Hampshire). Następnie krążownik został skierowany na Pacyfik. 18 lutego 1940 roku brał udział w otwarciu wystawy Golden Gate Exposition w San Francisco. "Brooklyn" przebywał na zachodnim wybrzeżu do lutego 1941 roku, kiedy to popłynął na Midway w celu zaopatrzenia tamtejszego garnizonu piechoty morskiej. W marcu krążownik udał się w rejs szkoleniowy po południowym Pacyfiku, odwiedzając porty na Amerykańskim Samoa, Tahiti i w Auckland. W maju okręt powrócił do Pearl Harbor, a następnie wypłynął w rejs na Atlantyk. W dniach od 1 do 7 lipca 1941 roku brał udział w osłonie konwoju płynącego na Islandię, wiozącego piechotę morską mającą wejść w skład garnizonu stacjonującego w Reykjavíku. Aż do wybuchu wojny "Brooklyn" brał udział w Patrolach Neutralności na Zachodnim Atlantyku. W dniu japońskiego ataku na Pearl Harbor krążownik przebywał u wybrzeży Martyniki obserwując jednostki francuskiej marynarki podporządkowane rządowi Vichy. W kwietniu 1942 roku okręt rozpoczął rejsy w osłonie konwojów płynących pomiędzy Stanami a Wielką Brytanią. 3 września 1942 roku podczas trzeciego transatlantyckiego konwoju, w którym płynął "Brooklyn", krążownik brał udział w akcji ratunkowej żołnierzy zaokrętowanych na USS "Wakefield" (AP-21), na którego pokładzie wybuchł pożar. "Brooklyn" przejął 1173 żołnierzy a transportowiec udało się uratować. 24 października krążownik wypłynął z Norfolk w kierunku Afryki, aby wziąć udział w operacji Torch. 8 listopada wspierał ogniem swoich dział lądujące wojska w rejonie Fedhala. W Casablance "Brooklyn" wraz z krążownikiem USS „Augusta” (CA-31) ostrzelał francuskie okręty stacjonujące w porcie, pod ogniem znalazły się niszczyciele Milan i Brestois oraz lekki krążownik Primauguet, podczas tej akcji "Brooklyn" trafiony został pociskiem małego kalibru. Krążownik został również sam zaatakowany, w jego kierunku odpalił torpedy francuski okręt podwodny "Amazone", wszystkie chybiły, a "Brooklyn" nawet nie wiedział, że jest atakowany. W tym samym dniu krążownik ostrzeliwał pozycje artylerii francuskiej stacjonującej niedaleko Casablanki. Podczas ostrzału krążownik został trafiony pociskiem z francuskiej baterii, na szczęście pocisk nie eksplodował a rannych zostało pięciu członków załogi. Po wykonaniu zadania okręt odpłynął do Stanów 17 listopada. Od stycznia do lipca 1943 roku jednostka brała udział w osłonie konwojów pływających pomiędzy Stanami a Casablancą. W dniach 10 – 14 lipca krążownik brał udział w operacji Husky, wspierając ogniem swoich dział lądujące na Sycylii wojska aliantów. W toku dalszych działań "Brooklyn" pozostał na Morzu Śródziemnym, biorąc udział w operacji lądowania pod Anzio (22 stycznia – 9 lutego 1944 roku), w maju ostrzeliwał niemieckie pozycje w pobliżu Formii i Anzio, a w sierpniu wspierał lądowanie aliantów w południowej Francji. 21 listopada 1944 roku okręt zakończył służbę na Morzu Śródziemnym i odpłynął z Sycylii do Nowego Jorku, do którego zawinął 30 listopada. W miejscowej stoczni krążownik przechodził remont aż do maja następnego roku. Po przeglądzie pozostał na Atlantyku, wykonując rejsy szkoleniowe.
3 stycznia 1947 roku okręt został wycofany ze służby, a 9 stycznia 1951 roku przekazany w ramach Mutual Defense Assistance Act Marynarce Wojennej Chile. Już jako „O’Higgins” w latach 1957–1958 przeszedł modernizacje na terenie USA. W Chile okręt służył przez następne 40 lat. W 1975 roku krążownik wszedł na mieliznę, w wyniku doznanych uszkodzeń nie był wykorzystywany i służył jako okręt baza. W 1978 rozpoczęto remont okrętu i w następnym roku ponownie wcielono go do aktywnej służby. Ostateczne wycofanie okrętu nastąpiło w 1992 roku. „O’Higgins” został sprzedany na złom do Indii. Podczas holowania na miejsce złomowania krążownik zatonął 3 listopada 1992 roku niedaleko wyspy Pitcairn.
„Brooklyn” za swoją służbę podczas II wojny światowej został odznaczony czterema Battle Stars.